# James F. Byrnes
James Francis Byrnes, född 2 maj 1879, död 9 april 1972, var en amerikansk politiker från delstaten South Carolina. Byrnes var ledamot i representanthuset 1911–1925, senator 1931–1941, domare i högsta domstolen 1941–1942, utrikesminister 1945–1947 under Harry S. Truman, och guvernör i South Carolina 1951–1955.
Under sin tid i representanthuset hade han ett nära samarbete med president Woodrow Wilson. Han hade senare ett nära samarbete med president Franklin D. Roosevelt, som han också var nära vän med. Byrnes var en av de mäktigaste i amerikansk inrikes- och utrikespolitik på 1940-talet. Efter att han lämnat högsta domstolen 1942 ledde han Roosevelts Economic Stabilization Office. 1943 blev han också chef för War Mobilization Board. På grund av sin stora betydelse och nära samarbete med presidenten kallades Byrnes nu för "Assistant president".
Han var nära att bli utsedd till vicepresident 1944 men mötte motstånd från fackföreningarna. Han ansågs vara för konservativ. Det var också till hans nackdel att han övergett katolicismen och blivit protestant liksom att han sågs som en desegregationist och skulle ogillas av svarta. Den verkar som om Roosevelt lät, eller uppmanade, ledarna i demokratiska partiet att sprida ryktet om att Byrnes skulle möta motstånd från svarta och katoliker, eftersom presidenten inte vill ha Byrnes. Istället blev Truman vald till att bli Roosevelts vicepresident och Truman efterträdde kort därefter, i egenskap av vicepresident, presidentposten när Roosevelt avled.
Byrnes följde med Roosevelt till Jaltakonferensen tidigt 1945.
Truman utsåg Byrnes till utrikesminister den 3 juli 1945. Truman hade förståelse för att Byrnes var besviken för att han själv (Byrnes) varit så nära att bli president, och Truman sa att det var anledningen till att han gav honom utrikesministerposten. Andra anledningar kan ha varit Byrnes framträdande plats i inrikespolitiken under många år liksom att han deltagit i Jalta. Han deltog vid Potsdamkonferensen och spelade en viktig roll för beslutet att använda atombomber mot Japan i slutet av andra världskriget. Relationerna till Truman var i början dåliga eftersom Byrnes ville styra utrikespolitiken på egen hand utan att informera eller rapportera till presidenten. Truman gav honom en tillrättavisning efter att Byrnes deltagit i en utrikesministerkonferens i Moskva i slutet av 1945 och samarbetet fungerade sedan bättre. 1946 utsågs han till TIME Person of the Year. I januari 1947 sade han upp sig från utrikesministerposten. På 1960-talet bytte han från Demokratiska partiet till Republikanska partiet.